# Ratusz w Wałczu
Ratusz w Wałczu – ratusz został wybudowany w 1890 roku. Obecnie jest siedzibą władz miejskich. Mieści się w narożniku Placu Wolności (Rynku). Reprezentuje styl eklektyczny. Jest to budowla dwukondygnacyjna, posiadająca piwnice, na parterze posiada boniowanie. Kondygnacje oddziela od siebie szeroki gzyms kordonowy, okna na parterze posiadają trójkątne lub półkoliste naczółki. Najciekawszym elementem budynku jest trzyosiowy narożnik, posiadający wykusz na piętrze, podparty konsolami. Dach ratusza jest dwuspadowy, blaszany. Posiada lukarny i dwa trójkątne szczyty. Nieodłącznym symbolem budowli jest wieżyczka neobarokowa z glorietą i hełmem zakończonym chorągiewką.